# روبرت غارنر
روبرت غارنر (بالإنجليزية: Robert Garner)‏ من مواليد 1960 هو أستاذ النظرية السياسية في جامعة ليستر في المملكة المتحدة. وهو متخصص في حقوق الحيوان، حيت يركز على الحماية الحيوانية والتمثيل السياسي لمصالح غير البشر.

## نبذة
ألَّف العديد من الكتب حول هذا الموضوع، بما في ذلك نظرية العدل للحيوانات سنة (2013)، مناقشة حقوق الحيوان: التسوية أو الإبطال؟ سنة 2010، أخلاقيات الحيوان Animal Ethics سنة 2005، والحيوانات والسياسة والأخلاق سنة 2004.
أصبح غارنر عضوًا مؤسسًا في عام 2011 لمركز الحيوانات والعدالة الاجتماعية، وهي مؤسسة خيرية بريطانية تهدف إلى «حماية الحيوان وجعله هدف أساسي في للسياسات العامة».
حصل غارنر على درجة البكالوريوس من جامعة سالفورد، وعلى درجتي الماجستير والدكتوراه من جامعة مانشستر.